# Надирадзе, Лука
Лука Надирадзе (груз. ლუკა ნადირაძე; род. 24 октября 1996, Тбилиси) — грузинский футболист, защитник.

## Клубная карьера
Воспитанник клуба «Сабуртало».
В 2015 году выступал в киевском любительском клубе «Локомотив», в футболке которого сыграл 8 матчей. В том же году вернулся в Грузию, где подписал контракт с представителем Меоре лиги — командой частного Университета Грузии. Дебютировал 7 марта 2016 в домашнем поединке 16-го тура Меоре лиги против столичного «Варкетили». Лука вышел на поле в стартовом составе, а на 27-й минуте получил красную карточку и досрочно завершил поединок. В составе «35-СТУ» сыграл 3 матча.
В январе 2018 года отправился на просмотр в клуб украинской Премьер-лиги «Олимпик» (Донецк). Вместе с командой прошел первый и второй зимний сбор в Турции, по результатам которых подписал контракт с командой. 23 августа 2016 попал в заявку донецкого клуба на матч УПЛ. С середины марта 2018 из-за кадровых проблем в защите «олимпийцев» начал привлекаться к тренировкам с первой командой. Дебютировал за первую команду донецкого клуба 19 мая 2018 в выездном поединке последнего 32-го тура Премьер-лиги против «Александрии». Надирадзе вышел на поле в стартовом составе, а на 64-й минуте его заменил Назар Единак.
30 августа 2018 года стал игроком клуба «Сумы». В 2021 году пополнил ряды клуба «Любомир».

## Карьера за сборную
В середине марта 2018 года получил вызов в молодёжную сборную Грузии для участия в матчах против сверстников из Фарерских островов и Дании в рамках квалификации на чемпионат Европы 2019.